# Metalni meteoriti
Metalni meteoriti ili sideriti su meteoriti s velikim udjelom metala.
Za metalne se meteorita smatra da su zapravo dijelovi raspršenih jezgri asteroida kod kojih je bilo došlo do diferencijacije (rastapanja i potonuća metala u jezgru). Mogu sadržavati različite količine metala Nikla, po čemu se i dijele na heksahedrite (4,5 - 6,5% Ni), oktahedrite (6,5 - 13% Ni) i ataksite (16 - 30% Ni). 
Varijacije u strukturi metalnih meteorita su rezultat omjera dvije slitine nikla i željeza - kamacita i tanita, koji svojim kristaliziranjem tvore jezgre matičnih asteroida. Mnogi metalni meteoriti imaju u sebi i primjese minerala grafita, triolita, raznih silikata i sl. koji im daju karakterističan izgled.
Ovo je strukturna klasifikacija, a postoji još i kemijska (na osnovi udjela elemenata galija i germanija). Na metalne meteorita otpada najveći dio meteorita, ako računamo po masenom udjelu.

## Heksahedriti
Ovi meteoriti sadrže samo kamacit (ne i tanit) i ne pokazuju Widmanstättenove figure nakon poliranja i jetkanja. Ponekad pokazuju vrlo fine paralelne linije zvane Neumanove linije, koje su rezultat udara.

## Oktahedriti
Oktahedriti sa sastoje od kamacita i tanita. Kada se poliraju i jetkaju, pokazuju poznate Widmanstätenove figure, strukture dosad pronađene u meteoritima. Laboratorijsko stvaranje ovih figura je nemoguće jer zahtijeva tisućljeća postupnog hlađenja. Izgled ovih figura ovisi o brzini hlađenja jezgre asteroida, te o količini tinita na raspolaganju. Mogu se podijeliti po debljini pojaseva kristala kamacita na:
- grublje (>3,3 mm, Ni: 5 - 9%)
- grube (1,3 - 3,3 mm, Ni: 6,5 - 8,5%)
- srednje grube (0,5 - 1,3 mm, Ni: 7 - 13%)
- fine (0,2 - 0,5 mm, Ni: 7,5 - 13%)
- finije (<0,2 mm, Ni: 17 - 18%)
- plesitične (<0,2 mm, kamacite spindles Ni: 9 - 18%).

## Ataksiti
Ovi meteoriti sadrže skoro samo tinit (ne i kamacit). Poliranje i jetkanje ne daju vidljivi uzorak, međutim, pod mikroskopom se mogu vidjeti vrlo fine Widmanstätenove figure. Vrlo su rijetki i dosad nije zabilježen nijedan slučaj pronalaska ovog meteorita nakon opažanja pada meteora. Najveći poznati meteorit uopće je ataksit Hoba West (Namibija, 1920.), od oko 60 metričkih tona, ali se ne može istraživati jer ga je Namibijska vlada proglasila nacionalnim spomenikom.